# Pericyma validula
Pericyma validula är en fjärilsart som beskrevs av Walker 1865. Pericyma validula ingår i släktet Pericyma och familjen nattflyn. Inga underarter finns listade i Catalogue of Life.